# Alfonso Castañeda
Alfonso Castañeda (Bayan ng  Alfonso Castañeda) es un municipio filipino de sexta categoría perteneciente a  la provincia de Nueva Vizcaya en la Región Administrativa de Valle del Cagayán, también denominada Región II.

## Geografía
Tiene una extensión superficial de 375.40 km² y según el censo del 2007, contaba con una población de 6.665 habitantes y 873 hogares; 7.428 habitantes el día primero de mayo de 2010

### Barangayes
Solano se divide administrativamente en 6 barangayes o barrios, 5 de  carácter rural y solamente uno de carácter urbano Lublub, su capital, que cuenta con 3.589 habitantes:
| - Abuyo - Galintuja | - Cauayan - Lipuga | - Lublub (Población) - Pelaway |

## Política
Su alcalde (Mayor) es Jerry P. Pasigian.

## Historia
En la década de 1930, la tribu Ilongote Bugkalot habitaba Lublub, entonces un Sitio del Barangay de Marikit. 
En 1950, se convierte en un barangay independiente en el municipio de Pantabangan en Nueva Ecija. Los habitantes de Lublub, encabezados por el capitán de barangay Alfredo L. Castillo Sr., solicitaron al asambleísta Carlos M. Padilla  convertir el barangay en un municipio independiente de la provincia de Nueva Vizcaya.
En abril de 1979 se crea este municipio con el nombre de Alfonso Castañeda,  primer gobernador de la Nueva Vizcaya, que pertenece a la minoría cultural Ilongote.

## Fiestas locales
- El festival Kasipegan  se celebra todos los años entre los días 18 y 20 del mes de  abril.
- Fiesta patronal en honor del Nazareno Negro el día 9 de enero.[5]